# Marcela Agoncillo

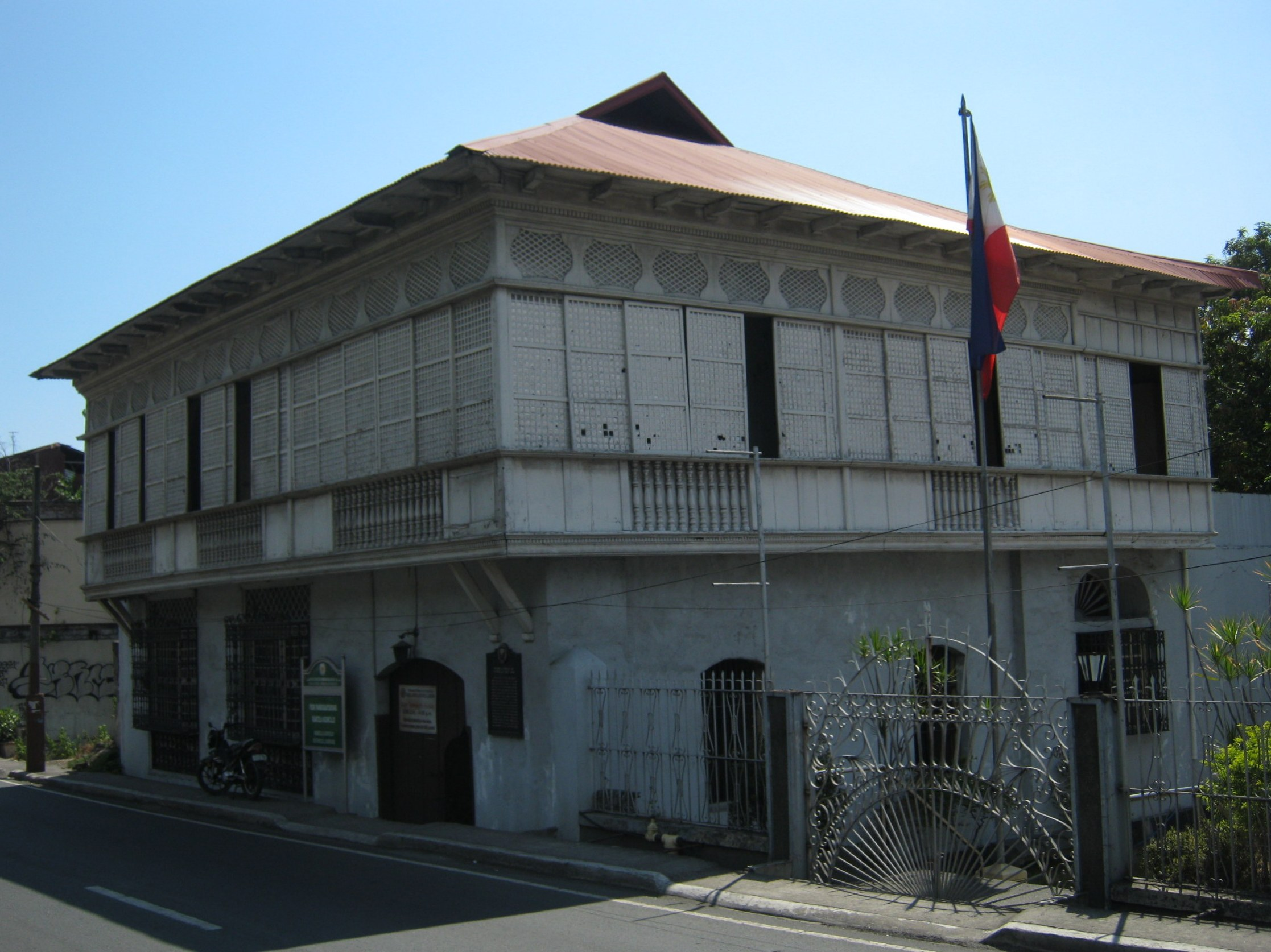
Casa ancestral de Marcela Mariño de Agoncillo em Taal, Batangas

Marcela Mariño Agoncillo, nascida Marcela Mariño Y Coronel, (Taal, 24 de junho de 1859 – Taal, 30 de maio de 1946) foi uma filipina reconhecida como a costureira principal da primeira e oficial bandeira das Filipinas, ganhando o título de "A mãe da bandeira das Filipinas".
Marcela era filha de Don Francisco Diokno Mariño e Dona Eugenia Coronel Mariño, uma família rica em sua cidade natal, Taal, Batangas. Terminou os estudos no Colégio Santa Catalina, adquirindo aprendizado em música e artesanato feminino. Aos 30 anos, casou-se com Felipe Encarnacion Agoncillo, advogado filipino e jurista, e deu à luz seis filhos. Seu casamento teve um papel importante na história das Filipinas. Quando o marido foi exilado em Hong Kong durante a eclosão da Revolução das Filipinas, ela e o resto da família se juntaram a ele e residiram temporariamente lá para evitar as hostilidades anti-filipinas da Espanha ocupante. Enquanto estava em Hong Kong, o general Emilio Aguinaldo solicitou que ela costurasse a bandeira que representaria a República das Filipinas. Marcela, com sua filha mais velha Lorenza e uma amiga Delfina Herbosa Natividad, sobrinha do Dr. Jose Rizal, costuraram a bandeira manualmente de acordo com o desenho do general Emilio Aguinaldo, que mais tarde se tornou a bandeira oficial da República das Filipinas.
Enquanto a bandeira em si é o legado perpétuo de Marcela Mariño Agoncillo, ela também é comemorada por museus e monumentos: como o marcador em Hong Kong (onde sua família permaneceu temporariamente), em sua casa ancestral em Taal, Batangas, que foi transformada em museu, em pinturas de pintores notáveis, bem como através de outras artes visuais.

## Primeiros anos
Marcela Mariño Y Coronel nasceu em 24 de junho de 1859 em Taal, Batangas, Filipinas de Don Francisco Diokno Mariño e Dona Eugenia Coronel Mariño. Ela cresceu em sua casa ancestral Mariño em Taal, Batangas construída na década de 1770 por seus avós, Don Andres Sauza Mariño e Dona Eugenia Diokno Mariño.
Como filha de uma família rica e religiosa, Marcela foi referida em sua cidade como Roselang Bubog, que significa "uma virgem entronizada na igreja da cidade". Histórias contadas na área relatam que as pessoas continuavam esperando pacientemente no pátio da igreja por sua aparição pela manhã para assistir à missa acompanhada por uma empregada ou um parente mais velho.
Marcela foi enviada para um convento após sua educação em Manila. O convento em que estudava era o Colégio de Santa Catalina das freiras dominicanas, uma escola exclusiva para meninas, estabelecida na cidade murada de Intramuros, onde concluiu o ensino fundamental e médio. Na faculdade, ela aprendeu espanhol, música, artesanato feminino e assuntos sociais.  Ela passou a infância em parte na cidade natal e em parte no convento. Dessa forma, Marcela era especialista em bordado.